# Japanagromyza propinqua
Japanagromyza propinqua este o specie de muște din genul Japanagromyza, familia Agromyzidae, descrisă de Spencer în anul 1973.
Este endemică în Bahamas. Conform Catalogue of Life specia Japanagromyza propinqua nu are subspecii cunoscute.